# حضارة سيشان
حضارة سيشان (6500-5000 قبل الميلاد) هي ثقافة من العصر الحجري الحديث في شمال الصين، على سفوح جبال تايهانغ الشرقية. اعتمدت حضارة سيشان على زراعة دخن الذرة، الذي يعود تاريخ زراعته في أحد المواقع إلى 10000 عام. كما بدأ سكان سيشان بزراعة دخن ذيل الثعلب منذ حوالي 8700 عام. ومع ذلك، فقد شكك بعض علماء الآثار في هذه التواريخ المبكرة بسبب مشاكل في أخذ العينات ونقص المسح المنهجي.
تشمل القطع الأثرية الشائعة من حضارة سيشان مطاحن حجرية ومناجل حجرية وفخار ثلاثي القوائم. تتميز شفرات المنجل بتسنينات موحدة إلى حد ما، مما سهل حصاد الحبوب. كانت علامات الحبل، المستخدمة كزينة على الفخار، أكثر شيوعًا مقارنة بالثقافات المجاورة. كما أن صانعي الفخار في تشيشان ابتكروا مجموعة واسعة من أشكال الفخار مثل الأحواض، ودعامات الأواني، وحوامل التقديم، وأكواب الشرب.